# 伊予出石駅
伊予出石駅（いよいずしえき）は、愛媛県大洲市長浜町上老松にある四国旅客鉄道（JR四国）予讃線（愛ある伊予灘線）の駅である。駅番号はS13。

## 歴史
この駅を開業させたのは愛媛鉄道である。1918年（大正7年）2月14日に愛媛鉄道が長浜町駅（現・伊予長浜駅）から大洲駅（現・伊予大洲駅）までを開通させたのに伴い愛媛鉄道の途中駅、上老松駅（じょろまつえき）としてこの駅は開業した。
愛媛鉄道は1933年（昭和8年）10月1日に国有化となり愛媛線とされる。軌間は愛媛鉄道時代から762mmのままであったが1935年（昭和10年）10月、下灘駅から伊予長浜駅までの路線開通に合わせて1067mmに改められ、この時高松駅から下灘駅まで既に延びていた予讃本線が愛媛線を含めて伊予大洲駅までが繋がったため高松駅から伊予大洲駅までが予讃本線とされたので当駅も予讃本線の駅となった。
1986年（昭和61年）3月には向井原 - 内子間の新線が開通し向井原駅から当駅をへて伊予大洲駅にいたる線路が幹線としての役割を喪失したためこの駅においても優等列車が通過することは無くなった。
この駅はその後1987年（昭和62年）4月には国鉄の分割民営化により四国旅客鉄道の駅となって現在に至っている。予讃本線は1988年（昭和63年）6月に予讃線と改称された。
なお駅名は1950年（昭和25年）4月1日に当駅が登山口となっている出石山の金山出石寺にちなみ現在の伊予出石駅（いよいずしえき）に改称されている。

### 年表
- 1918年（大正7年）2月14日：愛媛鉄道の上老松駅（じょろまつえき）として開業する[3]。
- 1933年（昭和8年）10月1日：愛媛鉄道が国有化により鉄道省愛媛線となる[3]。
- 1935年（昭和10年）10月6日：下灘駅から当駅までが開通、また愛媛線全線も改軌となる。この際高松駅から伊予大洲駅までが予讃本線とされる。
- 1950年（昭和25年）4月1日：伊予出石駅（いよいずしえき）に改称される[4]。
- 1970年（昭和45年）6月1日：貨物取扱廃止[3]。
- 1971年（昭和46年）11月8日：荷物扱い廃止[5]。無人駅化[6]。
- 1986年（昭和61年）3月3日：向井原 - 内子間の新線が開通する。当駅を優等列車が通過しないようになる。
- 1987年（昭和62年）4月1日：国鉄分割民営化により四国旅客鉄道の駅となる[3]。
- 1988年（昭和63年）6月1日：予讃本線が予讃線に改称される。
- 2014年（平成26年）3月15日：予讃線伊予市 - 伊予長浜 - 伊予大洲間の愛称が愛ある伊予灘線となる。

## 駅構造
単式ホーム1面1線を有する地上駅である。旧来からの駅舎は既に撤去され、ホーム上に簡便な待合所が設置されているのみだが、旧駅舎にあった改札の柵のみ残っている。ホームの長浜方には、かつて使われていた切欠きホームが残っている。完全な無人駅で自動券売機などは無く、乗車券などを購入することは出来ない。

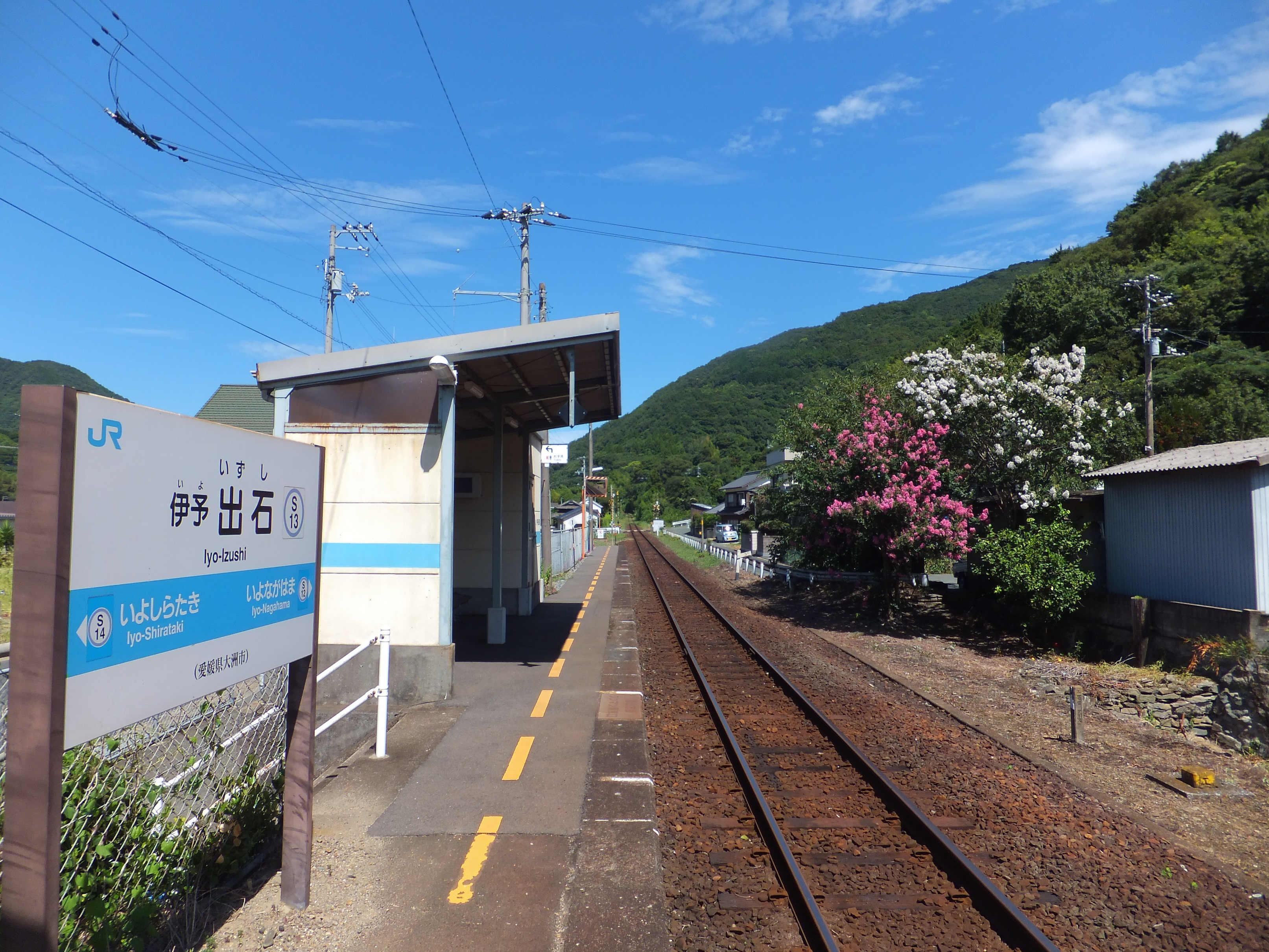
ホーム（2020年8月）

## 利用状況
| 1日乗降人員推移 | 1日乗降人員推移 |
| 年度            | 1日平均人数     |
| --------------- | --------------- |
| 2011年          | 86              |
| 2012年          | 72              |
| 2013年          | 66              |
| 2014年          | 60              |
| 2015年          | 74              |

## 駅周辺
駅の近くでは肱川に大和川が合流している。このあたりでは肱川やこの大和川に沿って小さな集落が点在している。
駅から南側に進むとすぐに肱川に突き当たるが、ここから対岸に大和橋が伸びている。大和橋を渡って大和川を遡ると200m程で郷の集落があり、ここに小学校や簡易郵便局がある。駅から南東に5km程行った大洲市・八幡浜市・旧長浜町三者の境の出石山には養老年間の開基という金山出石寺がありこの駅は出石山への登山口であるため伊予出石駅という名前になった。
- 肱川 - 大和橋
- 大洲市立大和小学校
- 大和簡易郵便局

## バス路線
伊予鉄南予バス
- 大洲病院前／八幡浜港方面
- 長浜駅前方面

## 隣の駅
四国旅客鉄道（JR四国）
■予讃線（愛ある伊予灘線）
伊予長浜駅 (S12) - 伊予出石駅 (S13) - 伊予白滝駅 (S14)